# Halogenação de cetona
Em química orgânica halogenação de cetona é um tipo especial de halogenação.
A posição alfa (próxima) ao grupo carbonila em uma cetona é facilmente halogenada, devido à habilidade em formar um enolato em solução básica, ou um enol em solução ácida. Um exemplo é a bromação da acetona em solução básica:
CH3-CO-CH3 + OH− → CH3-CO-CH2− + H2O
CH3-CO-CH2− + Br2 → CH3-CO-CH2Br + Br−
Em solução ácida, normalmente somente um hidrogênio alfa é substituído por um halogênio, porque cada halogenação sucessiva é mais lenta que a primeira. O halogênio decresce a basicidade do oxiênio da carbonila, fazendo então a protonação menos provável. Contudo, em solução básica sucessivas halogenações são mais rápidas, porque o halogênios deslocam elétrons por indução e torna os hidrogênios remanescentes mais ácidos. No caso de metil-cetonas, isto resulta no que é chamado a reação do halofórmio.